# ブースターケーブル

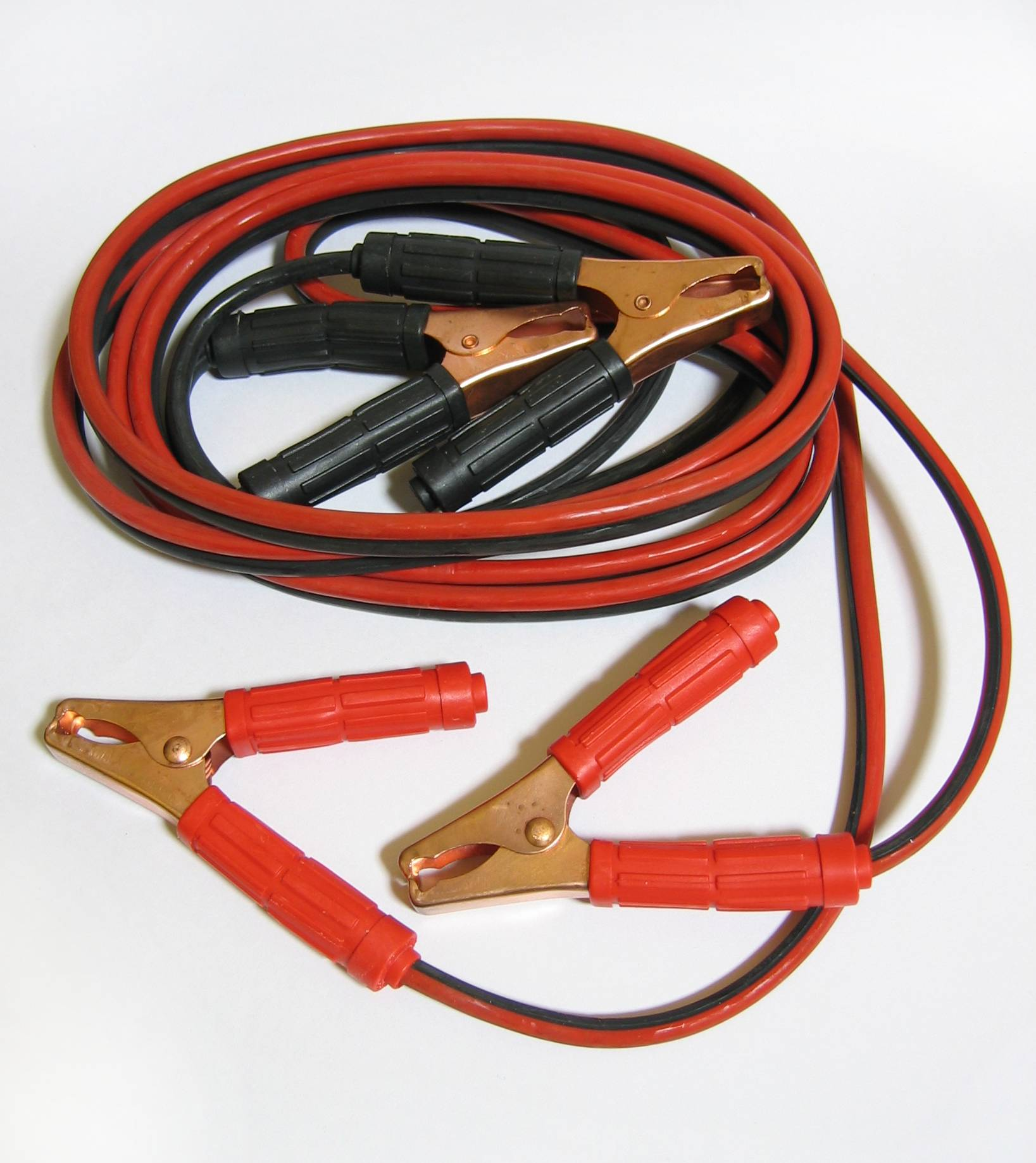
ブースターケーブル

ブースターケーブル（英: Jump leads）は、主に自動車のバッテリーのトラブルにより、エンジンを始動させることができなくなった自動車を救援するためのカー用品。救援を要する自動車へ他車から電気を供給するケーブル(電線)である。

## 概要
多くの自動車では、セルモーターによってエンジンを始動させる。セルモーターはバッテリーに蓄えられた電力によって動作する装置であるが、バッテリー上がり（電気容量の低下）など何らかの原因によりバッテリーの能力が低下していると、エンジンを始動させることができない。
こうした状態に陥った場合、エンジンを始動させるためにとられる方法のひとつとして、他の自動車から電力を分けてもらう方法があり、それに用いられるのがブースターケーブルである。
ブースターケーブルは、カー用品店やホームセンターなどで市販されている。

## 形状
ブースターケーブルは、両側にワニグチクリップが付いた2本1組の電線である。配線の誤りを防止するため、＋極用に赤色、－極用に黒色に塗り分けられている。
セルモーターの始動時には、大きな電流が流れるため、電線はそれに耐えるよう断面積が太く作られている。始動時に必要とする電流の大きさは、自動車によって異なり、ブースターケーブルには、流すことができる電流の許容最大値が記載されている。

## 使用方法

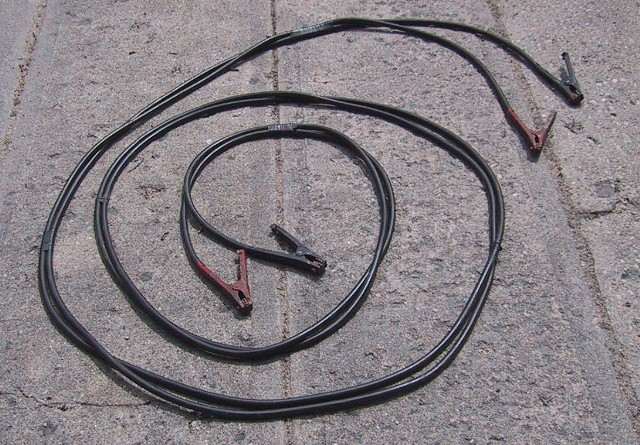
ブースターケーブルを引きのばす

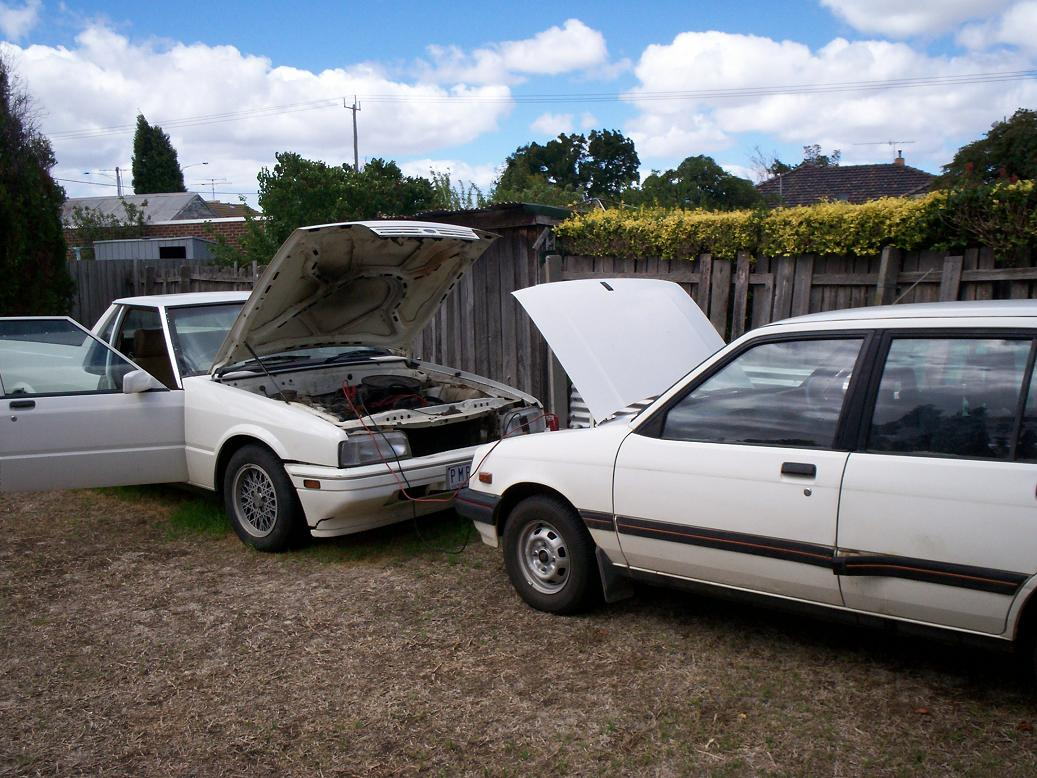
救援車を故障車に接近させ、ブースターケーブルで接続する

バッテリーが上がってしまった車（故障車）をブースターケーブルによって始動することをジャンピングという。これを行う場合は、まず救援車を探すことから始める。救援車の排気量は、バッテリーが上がってしまった車と同じ程度もしくはやや大きいくらいがよい。救援車のドライバーに救援を依頼した後、お互いの車のボンネットを開き、バッテリーの端子を露出させる。救援車は、ブースターケーブルの長さを考慮して、両車のバッテリーが接続可能な位置に駐車する必要がある。
以下にブースターケーブルの安全かつ一般的な取り付けと最適な救援の手順例を示す（注：故障車に説明書がある場合、そちらを優先すること）。
1. あらかじめ救援される側の電装品のスイッチを切る。代表的にはヘッドライト、ワイパー、エアコン、カーオーディオ、リア熱線デフォッガー、ドアミラーヒーター、ハザードランプなど。
2. 赤いケーブルのクリップを、故障車のバッテリーのプラス (+) 端子に接続する。この際、他端のクリップはエンジンを含む車体の金属部分に触れていてはいけない。
3. 赤いケーブルの反対側のクリップを、救援車のバッテリーのプラス (+) 端子に接続する。
4. 黒いケーブルのクリップを、救援車のバッテリーのマイナス (-) 端子に接続する。
5. 救援車のエンジンを始動する。
6. 黒いケーブルの反対側のクリップを、故障車のエンジン本体の金属部分に留める。始動の際エンジンが大きく振動することを考慮し、外れないよう確実に接続する。この瞬間から救援される側のバッテリーへ充電が始まるため接続する際にスパークが生じる場合があるが、慌てず確実に接続する。このスパークによるバッテリーから発生する水素ガスへの引火や爆発を防止するため、マイナス (-) 端子ではなくバッテリーからは離れた位置に接続する。最適な部位はエンジンハンガーとされる。
7. 救援車のエンジン回転を上げる。タコメーターを装備している車両の場合、2000回転から3000回転を目安とする。故障車のエンジン始動が完了するまで維持する。
8. 救援される側のエンジン始動を試みる。マニュアルトランスミッション車の場合、（クラッチスタートシステムの有無とは無関係に）始動負荷軽減のためクラッチペダルを踏み込んだ状態でエンジン始動を試みる。

故障車のエンジンが無事に始動したら、救援する側のエンジン回転はアイドリング回転に戻してよい。両車のエンジンが始動した状態のまま、ブースターケーブルを取り外す。ブースターケーブル取り外しの手順は、取り付けの手順の逆順による。

### その後の対策
救援を受けた車はバッテリーへの充電のため、数十分～1時間程度はエンジンを停止させない（停止すると再始動が出来ない）。また、すぐに走行に移らず、主要な電装品を切ったままバッテリーへの充電を促し、走行中も主要な電装品は条件が許す限り使用を控えることが望ましい。
アイドリング状態では十分な充電量を得られない場合もあるが、エンジンの高回転は高い充電電圧を招き急速充電となり損傷の原因となることもある。また、一度でもジャンピングスタートが必要なまでに弱ったバッテリーは充電しても元の状態には戻らないため交換が望ましいと言われてきたが、2013年現在では高品質化しておりその限りでは無い。
バッテリー上がりの原因（ライトの消し忘れ、長期間の車両不使用など）が見当たらない場合、車両側の故障（充電機能の不良など）も考えられる。

### 備考
上記の接続方法は、バッテリーのマイナス (-) 端子でアースを接続している自動車に限られる。現在の自動車の殆どはマイナス (-) 端子でアースを接続しているため上記の接続方法で対処できるが、旧車などごく一部の車両ではバッテリーのプラス (+) 端子でアースを接続している車も存在する。その場合、ブースターケーブルの安全かつ一般的な取り付けが以下のようになる（取り外しの手順もこの逆順になる）。
1. 黒いケーブルのクリップを、故障車のバッテリーのマイナス (-) 端子に接続する。この際、他端のクリップはエンジンを含む車体の金属部分に触れていてはいけない。
2. 黒いケーブルの反対側のクリップを、救援車のバッテリーのマイナス (-) 端子に接続する。
3. 赤いケーブルのクリップを、救援車のバッテリーのプラス (+) 端子に接続する。
4. 救援車のエンジンを始動後、赤いケーブルの反対側のクリップを、故障車のエンジン本体の金属部分に留める。

事前の準備や救援方法はマイナス (-) 端子でアースを接続している自動車の場合と同じである。大半の自動車がマイナス (-) 端子でアースを接続しているものの、ジャンピングの前には取扱説明書などで故障車がどちらの端子でボディーアースを接続しているかを確認することが望ましい。

## 注意
ハイブリッド車・電気自動車
トヨタ・プリウス ZVW30は、補機バッテリー(12V)が後部に装備されているが救援車にはなれない。故障車になったときのためにジャンパー・ポイントがフロントボンネットのヒューズボックス内に用意されている。
また、その他のハイブリッド車・電気自動車も救援車にはなれない。仮に救援車として使った場合、エンジンがかかった瞬間大電流が流れてシステムの故障の原因になる。
6ボルト車
古い車やバイクには、6Vのバッテリーで動いている物がある。当然、同じ電圧を使用しないと壊れる。
24V
トラックや一部のディーゼルエンジン搭載乗用車などは24Vで動いている。12Vバッテリーを2組直列にして24Vとしているものは、片方のバッテリーからつなぐことで12V車への救援側とすることが可能。

## その他

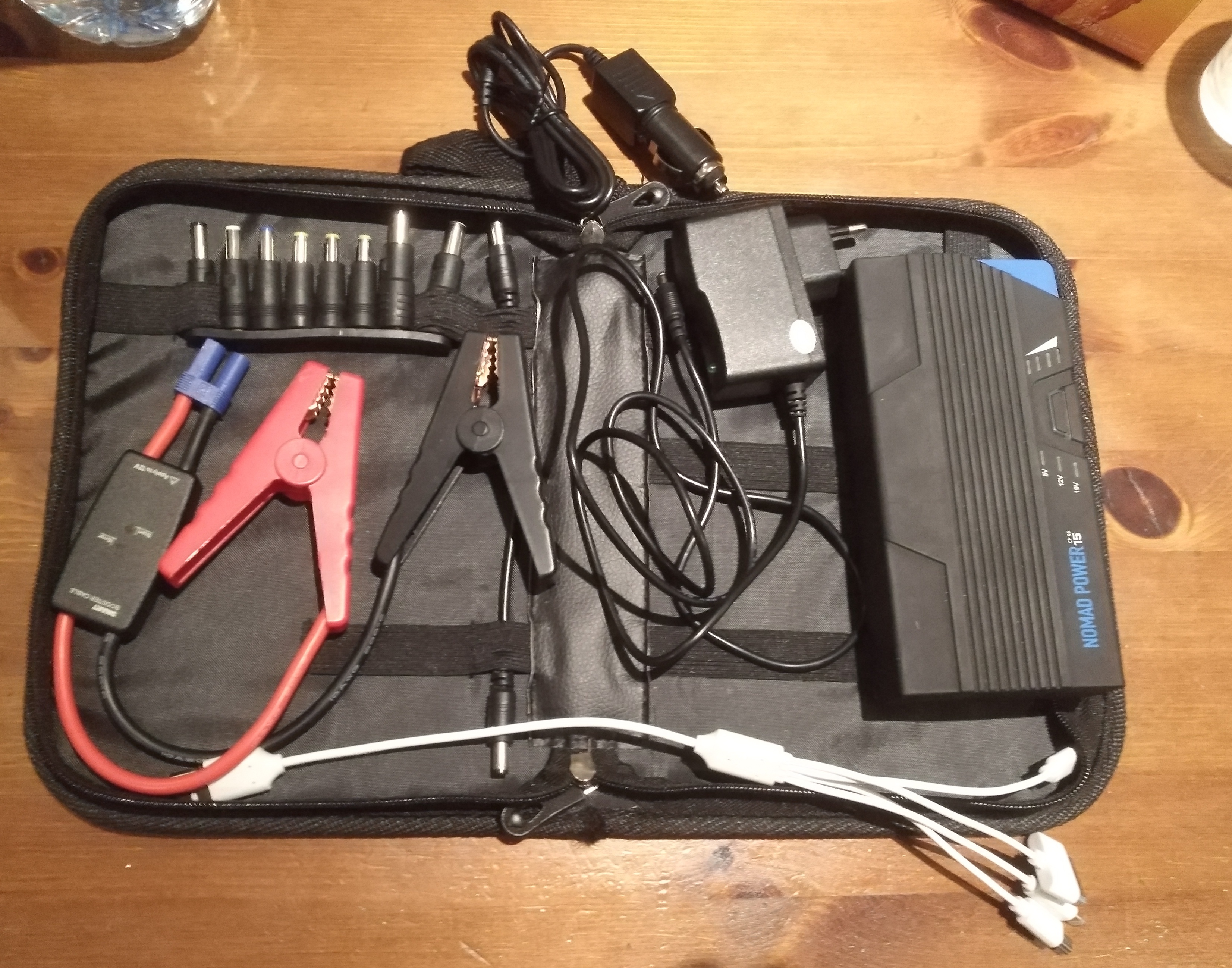
ジャンプスターター

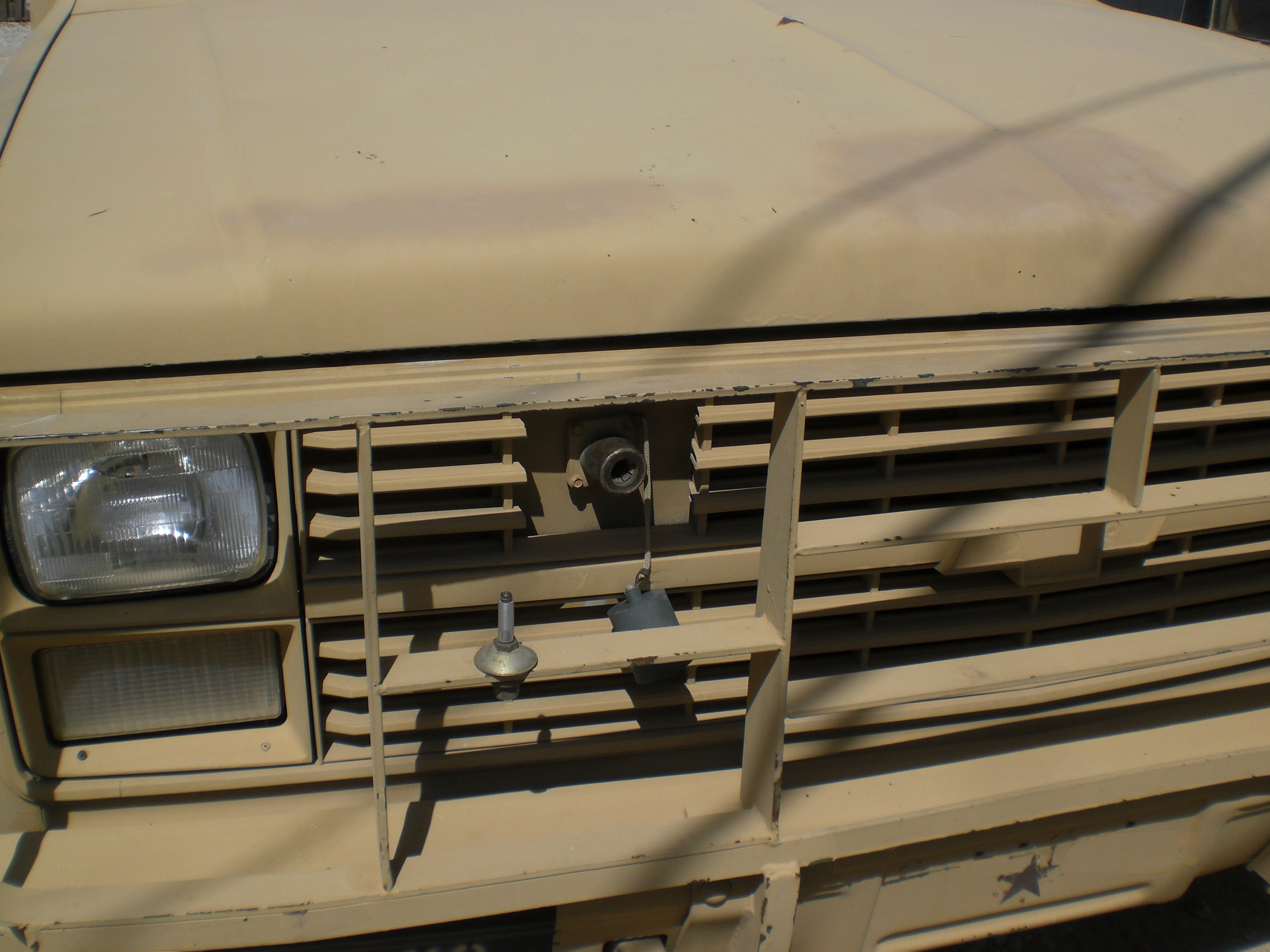
NATO車両 M1009 CUCVのSlave receptacle（スレーブスターティング用コネクター）

交流電源から
車のバッテリーにつなげる交流電源充電器が存在する。
モバイルバッテリーによる始動
ジャンプスターターと呼ばれる車のバッテリーに接続するモバイルバッテリーが販売されている。LEDライトやUSB端子があるものもあり、携帯機器の充電にも使用可能となっている。そのほか、アクセサリーソケット（シガーソケット）にプラグを挿入して、上がったバッテリーを充電する製品（30分間ほど要する）がある。
軍事車両
NATOでは、車両に スレーブ スターティング と呼ばれる手軽にジャンプスタートできる STANAG 4074という規格の外部電源コネクターが存在する。